# Gabelbach (Brettach)
Der Gabelbach ist ein sieben Kilometer langer Bach im Landkreis Heilbronn und im Hohenlohekreis in Baden-Württemberg, der nach ungefähr nördlichem, lange im Wald bleibenden Lauf im Dorf Scheppach von links in die mittlere Brettach mündet.

## Geographie

### Verlauf
Der Gabelbach entsteht im ausgedehnten Bergwaldgebiet zwischen Löwenstein im Südwesten, Eschenau im Nordwesten, Unterheimbach im Nordosten und Neuhütten im Südosten, das von der Hochfläche des Mainhardter Waldes in Stufen nordwärts abfällt ins Tal der Brettach. Seine Quelle entspringt unter dem etwa 473 m ü. NHN hohen Dreispitz auf etwa 383 m ü. NHN am Scherrlesrain, sie liegt etwa 1,3 km südöstlich des Friedrichshofes und etwa 0,9 km südwestlich des Waldhofes von Obersulm.
Der junge Bach fließt in Schlingen etwa nordnordostwärts ab und nimmt nach weniger als 400 Metern von rechts einen zweiten Quellbach aus dem Südosten auf, der in fast gleicher Höhe am Scherrlesrain entspringt. Der vereinte Bach zieht von nun an in zwischen Nordnordwest und Nordost schwankender Richtung und abschnittsweise an Erlen- und Eschenwäldchen vorbei, fast bis zuletzt mäandrierend, seiner Mündung zu. Kurze, nur periodisch wasserführende Klingen laufen von der Seite dem selbst Bonzig-Klinge genannten Talabschnitt zu, bis nach zwei Kilometern Lauf von links ein größerer und beständigerer Klingenbach vom Zigeunerföhrle bei Friedrichshof her mündet.
Diesem folgt am Gewann Gabelbach auf etwa 259 m ü. NHN ein von Südsüdosten kommender Bach aus der Rauchklinge, mit über zwei Kilometern Länge und über zwei Quadratkilometern Einzugsgebiet der größte Zufluss des Gabelbachs. Das im breiten Mündungsdreieck recht flache Gelände war noch in der ersten Hälfte des 20. Jahrhunderts offen, die frühere Lichtung ist aber heute aufgeforstet.
Nach etwa über der Hälfte seines Weges verlässt der Gabelbach auf unter 240 m ü. NHN beim links am Hang stehenden Bretzfelder Ort Kriegshölzle den Bergwald. Am Ufer seines weiterhin mäandrierenden Laufs begleitet ihn eine Baumgalerie. Er fließt nun in weniger tiefer Talmulde für gut einen Kilometer nordöstlich, bis er unter dem Kreuzberghof von Bretzfeld am rechten Hang ein nur nach Starkregen stauendes Rückhaltebecken durchläuft. In wieder mehr nördlichem Lauf nähert er sich dem Mündungsdorf Scheppach. Vor seinem letzten halben Kilometer innerhalb der heutigen Siedlungskontur Scheppachs setzt der Mäanderlauf aus, dort war er offenbar schon vor der Siedlungsausdehnung des Ortes begradigt.
Zuletzt unterquert er im Dorf die Mühlstraße und mündet gleich auf deren anderen Seite wenig unterhalb eines Flusswehrs auf etwa 211 m ü. NHN von links in die mittlere Brettach. Nur 200 Meter weiter abwärts im Dorf mündet von derselben Seite der kleinere Eschelbach.
Der Gabelbach mündet nach 7,0 km langem Lauf mit mittlerem Sohlgefälle von etwa 24 ‰ rund 172 Höhenmeter unterhalb seiner Quelle am Scherrlesrain.

### Einzugsgebiet
Der Gabelbach hat ein 9,4 km² großes Einzugsgebiet, das naturräumlich gesehen zum größeren Teil im Mainhardter Wald der Schwäbisch-Fränkischen Waldberge liegt. Überwiegend gehört er zum Unterraum Vorderer Mainhardter Wald, mit dem Südrand zum Unterraum Hinterer Mainhardter Wald. Dort liegt am Südwesteck auf dem Dreispitz mit etwa 473 m ü. NHN der höchste Punkt. Ein gutes Viertel des Einzugsgebiets mündungsnah im Norden gehört dagegen dem Unterraum Brettachbucht der Hohenloher und Haller Ebene an.
Der überwiegende Einzugsgebietsanteil südlich der großen Naturraumgrenze ist fast vollständig mit Bergwald bewachsen, der offene mündungsnahe Teil wird überwiegend beackert. Der Südwesten mit etwa 40 % der Fläche gehört zur Gemeinde Obersulm im Landkreis Heilbronn, der übrige Teil zur Gemeinde Bretzfeld im Hohenlohekreis. Im Obersulmer Gebiet liegt in einer kleinen Waldlichtung zwischen oberem Gabelbach und der Rauchklinge der Waldhof von Obersulm. Der mit Bretzfeld geteilte Hof Kriegshölzle wenig nördlich der Waldgrenze steht linksseits am Gabelbach. Weiter abwärts steht rechts am Hang beim Rückhaltebecken der Kreuzberghof, der wie das Mündungsdorf Scheppach zu Bretzfeld gehört.
Reihum grenzen die Einzugsgebiete der folgenden Nachbargewässer an:
- Im Osten fließt der bedeutendere Bernbach in etwa gleicher Richtung flussaufwärts vom Gabelbach zur Brettach bei Bretzfeld-Wiesental;
- im Süden liegt das Einzugsgebiet eines größeren, offenbar namenlosen Bernbach-Zuflusses;
- im Südsüdwesten entwässert der Nonnenbach über den Schlierbach zur Sulm;
- im Südwesten führt der Wilhelmsbach seinen Abfluss über den Michelbach zur Sulm;
- im Westen liegt das Quellgebiet des Michelbachs selbst;
- im Nordwesten zieht der Eschelbach nun wieder zur Brettach wenig abwärts noch in Scheppach.

### Zuflüsse und Seen
Liste der Zuflüsse und  Seen von der Quelle zur Mündung. Gewässerlänge, Seefläche, Einzugsgebiet und Höhe nach den entsprechenden Layern auf der Onlinekarte der LUBW. Andere Quellen für die Angaben sind vermerkt.
Auswahl.
Ursprung des Gabelbachs auf etwa 383 m ü. NHN etwa 0,9 km südwestlich von Obersulm-Waldhof im Höhenwald am Scherlesrain. Der Gabelbach fließt in etwas schwankend nördliche Richtungen.
- Auf etwa 353 m ü. NHN liegt auf der Waldebene vor der Rauchklinge ein Teich beim Waldhof, über 0,1 ha.
- (Bach vom Zigeunerföhrle), von links und Südwesten auf etwa 270 m ü. NHN, 0,9 km und ca. 0,7 km². Entsteht auf etwa 330 m ü. NHN nordöstlich von Obersulm-Friedrichshof beim Zigeunerföhrle nahe dem Waldrand zur offenen Hochebenenflur.
- (Bach aus der Rauchklinge), von rechts und Südsüdosten auf 258,7 m ü. NHN[LUBW 8] etwa 200 Meter vor einer ersten Tallichtung, 2,3 km und ca. 2,2 km². Entsteht auf etwa 380 m ü. NHN ungefähr 0,7 km südöstlich des Waldhofes im Unterheimbacher Waldgewann Benzig.
- (Bach am Hohenlohischen Rain), von links und Südwesten auf etwa 250 m ü. NHN über 100 Meter nach der Tallichtung, ca. 0,7 km[LUBW 9] und ca. 0,6 km². Entsteht auf etwa 300 m ü. NHN.
- Durchfließt auf etwa 225 m ü. NHN das Hochwasserrückhaltebecken Gabelbach beim Kreuzberghof von Scheppach, das mit seinem 8,75 m hohen Erddamm bis zu 168.600 m³ Wasser zurückhalten kann, die dann ungesteuert wieder abgegeben werden. Das Becken wurde 2012 errichtet, liegt gewöhnlich trocken und wird vom Wasserverband Neuenstadter Brettach betrieben.[LUBW 10]

Mündung des Gabelbachs von links und Süden auf ca. 211 m ü. NHN in Bretzfeld-Scheppach gleich nach dem Flusswehr von links und Süden in die mittlere Brettach. Der Gabelbach ist 7,0 km lang und hat ein 9,4 km² großes Einzugsgebiet.

## Geologie
Der Gabelbach ist ein Gewässer des Mittleren Keupers. Die höchsten Lagen am Südrand sind von Stubensandstein (Löwenstein-Formation) bedeckt. In dessen Grenzbereich zu den Oberen Bunten Mergeln (Mainhardt-Formation) darunter entspringen der Gabelbach selbst und der Bach durch die Rauchklinge. Beide wechseln bald in den Kieselsandstein (Hassberge-Formation), dessen Verebnung vor allem um den Waldhof eine sehr flache Hochebene bildet. An der Grenze zu den Unteren Bunten Mergeln (Steigerwald-Formation) entsteht dann der Bach vom Zigeunerföhrle und dessen Talkerbe. An einer Stelle sehr breit streicht der noch tiefere Schilfsandstein (Stuttgart-Formation) an der Talseite aus. Schon die Hangfüße der beiden Oberlauftäler liegen zuletzt im Gipskeuper (Grabfeld-Formation), der sich bis zur Mündung zieht.
Diese mesozoischen Schichten sind vielerorts durch viel jüngere quartäre überlagert, schon ab dem Schilfsandstein vor allem linksseits durch große Inseln aus Lösssediment. Am Talgrund liegen schon früh kleine sedimentäre Terrassen. Linksseits über dem Unterlauf lagern lösshaltige Fließerden. In den Tälern zieht sich schon früh um die Läufe ein Band holozänen Auensediments, das nach dem Waldende bei Kriegshölzle aus Auenlehmen besteht.

## Natur und Schutzgebiete
Der Gabelbach fließt in der anfangs steilen Bonzig-Klinge in ungestörten natürlichen Mäandern mit Wechsel zwischen steilen Prall- und flachen Gleithängen, ruhigen Abschnitten und Schnellen. Im Bett liegt oft Blockschutt, manchmal hat der Bach kleine Seitenarme. In der Bachmulde stehen Eichen, Hainbuchen und Buchen, gelegentlich auch Wäldchen aus Eschen und Erlen. Gegen Ende seines Waldlaufes ist der Gabelbach vier Meter breit, hat meist flache Ufer, auf dem Grund liegen Steine oder Sand.
Am Unterlauf in der offenen Flur ist das dort bis zu drei Meter breite Bett des weiterhin mäandrierenden Bachs über drei Meter ins Gelände eingetieft. Der Galeriewald aus Eschen und Erlen, unter den sich zuweilen eine Kopfweide mischt, begleitet ihn ein Stück weit bis in den Mündungsort hinein.
Im Südwesten und Südosten liegen kleine Randstreifen des Einzugsgebietes in Wasserschutzgebieten, deren Fassungen aber in benachbarten Bachsystemen liegen. Fast das gesamte Einzugsgebiet liegt im Naturpark Schwäbisch-Fränkischer Wald.

### LUBW
Amtliche Online-Gewässerkarte mit passendem Ausschnitt und den hier benutzten Layern: Lauf und Einzugsgebiet des Gabelbachs

Allgemeiner Einstieg ohne Voreinstellungen und Layer: Daten- und Kartendienst der Landesanstalt für Umwelt Baden-Württemberg (LUBW) (Hinweise)
1. 1 2 3 4 5  Höhe nach dem Höhenlinienbild auf dem Hintergrundlayer Topographische Karte.
2. 1 2  Länge nach dem Layer Gewässernetz (AWGN).
3. 1 2  Einzugsgebiet nach dem Layer Basiseinzugsgebiet (AWGN).
4. ↑  Name Bonzig-Klinge nach dem Layer Geschützte Biotope.
5. ↑  Natur teilweise nach dem Layer Geschützte Biotope.
6. ↑  Seefläche nach dem Layer Stehende Gewässer.
7. ↑  Einzugsgebiet abgemessen auf dem Hintergrundlayer Topographische Karte.
8. ↑  Höhe nach grauer Beschriftung auf dem Hintergrundlayer Topographische Karte.
9. 1 2  Länge abgemessen auf dem Hintergrundlayer Topographische Karte.
10. ↑  Rückhaltebecken nach dem einschlägigen Layer.
11. ↑  Schutzgebiete nach den einschlägigen Layern, Natur teilweise nach dem Layer Geschützte Biotope.

### Andere Belege
1. 1 2  Alte Lichtung und Begradigung nach:
  - Meßtischblatt 6822 Willsbach von 1932 in der Deutschen Fotothek
2. ↑  Wolf-Dieter Sick: Geographische Landesaufnahme: Die naturräumlichen Einheiten auf Blatt 162 Rothenburg o. d. Tauber. Bundesanstalt für Landeskunde, Bad Godesberg 1962. → Online-Karte (PDF; 4,7 MB)
3. ↑  Geologie nach den Layern zu Geologische Karte 1:50.000 auf: Mapserver des Landesamtes für Geologie, Rohstoffe und Bergbau (LGRB) (Hinweise). Ein ähnliches Bild bietet die unter → Literatur aufgeführte geologische Karte.